# Хвостик Костянтин Сергійович
Костянти́н Сергі́йович Хвостик (1999—2023) — український військовослужбовець, солдат, учасник російсько-української війни, загинув у ході російського вторгнення в Україну. Кавалер ордена «За мужність» ІІІ ступеня (посмертно).

## Життєпис
Народився 11 листопада 1999 року в Києві, у Подільському районі. 
Призваний на військову службу 24.02.2022 року військовою частиною А 7293.
Водій 2-го штурмового відділення 1-го штурмового взводу 3-ї штурмової роти штурмового батальйону військової частини А4638.
Загинув під час штурму 19.08.2023 року поблизу села Андріївка м. Бахмут. Похований на Алеї Слави Берковецького кладовища в місті Києві.